# Episodi di Revolution (seconda stagione)
La seconda e ultima stagione della serie televisiva Revolution è stata trasmessa dal canale statunitense NBC dal 25 settembre 2013 al 21 maggio 2014.
In Italia la stagione è stata trasmessa in prima visione da Premium Action canale pay della piattaforma Mediaset Premium, dal 29 gennaio al 17 settembre 2014.
Il primo episodio è stato trasmesso in anteprima esclusiva sul servizio Premium Play di Mediaset Premium dal 24 gennaio al 26 gennaio 2014; Il nono è stato trasmesso di domenica, poiché il mercoledì c'è stato il campionato di calcio. Gli ultimi due episodi sono stati trasmessi in lingua originale sottotitolati in italiano a causa dello sciopero dei doppiatori, mentre quelli doppiati sono stati trasmessi il 16 e 17 settembre 2014, alle ore 20.15.
In chiaro è stata trasmessa dal 30 ottobre 2014 al 21 gennaio 2015 in prima serata su Italia 2.
| nº | Titolo originale            | Titolo italiano              | Prima TV USA      | Prima TV Italia   |
| -- | --------------------------- | ---------------------------- | ----------------- | ----------------- |
| 1  | Born in the U.S.A.          | Born in the USA              | 25 settembre 2013 | 29 gennaio 2014   |
| 2  | There Will Be Blood         | La porta rossa               | 2 ottobre 2013    | 5 febbraio 2014   |
| 3  | Love Story                  | Storia d'amore               | 9 ottobre 2013    | 12 febbraio 2014  |
| 4  | Patriot Games               | Giochi patriottici           | 16 ottobre 2013   | 19 febbraio 2014  |
| 5  | One Riot, One Ranger        | In cerca di prove            | 23 ottobre 2013   | 26 febbraio 2014  |
| 6  | Dead Man Walking            | Condannato a morte           | 30 ottobre 2013   | 5 marzo 2014      |
| 7  | The Patriot Act             | Un traditore in famiglia     | 6 novembre 2013   | 12 marzo 2014     |
| 8  | Come Blow Your Horn         | L'esperimento                | 13 novembre 2013  | 19 marzo 2014     |
| 9  | Everyone Says I Love You    | Tutti dicono ti amo          | 20 novembre 2013  | 30 marzo 2014     |
| 10 | Three Amigos                | Tre amici                    | 8 gennaio 2014    | 2 aprile 2014     |
| 11 | Mis Dos Padres              | I miei due padri             | 15 gennaio 2014   | 9 aprile 2014     |
| 12 | Captain Trips               | Virus                        | 22 gennaio 2014   | 16 aprile 2014    |
| 13 | Happy Endings               | Lieto fine                   | 29 gennaio 2014   | 23 aprile 2014    |
| 14 | Fear and Loathing           | Paura e odio                 | 26 febbraio 2014  | 30 aprile 2014    |
| 15 | Dreamcatcher                | L'incubo infinito            | 5 marzo 2014      | 7 maggio 2014     |
| 16 | Exposition Boulevard        | Il momento delle spiegazioni | 12 marzo 2014     | 14 maggio 2014    |
| 17 | Why We Fight                | Perché combattiamo           | 19 marzo 2014     | 21 maggio 2014    |
| 18 | Austin City Limits          | I confini di Austin City     | 2 aprile 2014     | 28 maggio 2014    |
| 19 | $#!& Happens                | Una pessima giornata         | 30 aprile 2014    | 4 giugno 2014     |
| 20 | Tomorrowland                | Il mondo di domani           | 7 maggio 2014     | 11 giugno 2014    |
| 21 | Memorial Day                | Il giorno della memoria      | 14 maggio 2014    | 16 settembre 2014 |
| 22 | Declaration of Independence | Dichiarazione d'indipendenza | 21 maggio 2014    | 17 settembre 2014 |

## Born in the USA
- Titolo originale: Born in the U.S.A.
- Diretto da: Steve Boyum
- Scritto da: Eric Kripke

### Trama
Dopo l'esplosione delle testate nucleari l'elettricità scompare nuovamente. Miles porta i suoi a Willoughby (Texas) da Gene Porter, il padre di Rachel. Quattro mesi dopo Charlie lascia il gruppo col proposito di trovare ed uccidere Monroe. Dopo altri due mesi lo rintraccia nella Nazione delle Pianure, divenuto pugile sotto falso nome. Tom e Jason Neville sono invece tornati in una Georgia devastata per cercare Julia, quando un veliero di patrioti sbarca sulle coste atlantiche. In Texas intanto una banda di guerrieri minaccia l'insediamento di Willoughby.
- Altri interpreti: Adam Beach (sceriffo Mason Grey)
- Ascolti Stati Uniti: telespettatori 6.810.000[3]

## La porta rossa
- Titolo originale: There Will Be Blood
- Diretto da: Phil Sgriccia
- Scritto da: Paul Grellong

### Trama
In Texas Aaron resuscita e le sue ferite guariscono miracolosamente. Nell'insediamento dei guerrieri dov'è tenuto prigioniero, a Miles viene prelevato e testato il sangue. In Georgia Tom cerca di saperne di più sui patrioti, mentre nella Nazione delle Pianure Charlie viene catturata dai cacciatori di taglie che hanno rapito Monroe.
- Ascolti Stati Uniti: telespettatori 5.460.000[4]

## Storia d'amore
- Titolo originale: Love Story
- Diretto da: Helen Shaver
- Scritto da: David Rambo

### Trama
Rachel e suo padre liberano Miles, il quale decide di portare con loro la moglie di Titus come moneta di scambio, provocando la reazione del capo dei guerrieri. Nella Nazione delle Pianure Charlie ed il cacciatore di taglie si mettono alla ricerca del fuggitivo Monroe, mentre in Georgia Tom e Jason si uniscono alle file dei patrioti.
- Ascolti Stati Uniti: telespettatori 5.450.000[5]

## Giochi patriottici
- Titolo originale: Patriot Games
- Diretto da: Charles Beeson
- Scritto da: Anne Cofell Saunders (soggetto); Anne Cofell Saunders e Paul Grellong (sceneggiatura)

### Trama
Dopo che i patrioti hanno liberato Willoughby dagli uomini di Titus, Rachel cerca di saperne di più su di loro. In Georgia Tom fa carriera a suo modo, determinato a scoprire dove è stato portato suo figlio. Dopo aver scoperto dell'esistenza di una taglia anche su Rachel, Charlie e Sebastian si dirigono verso il Texas.
- Ascolti Stati Uniti: telespettatori 5.420.000[6]

## In cerca di prove
- Titolo originale: One Riot, One Ranger
- Diretto da: Frederick E. O. Toye
- Scritto da: David Rambo e Ben Edlund

### Trama
Monroe e Charlie arrivano a Willoughby e si ricongiungono a Rachel e Miles. Quest'ultimo cerca delle prove contro i patrioti da consegnare ai ranger texani per convincerli a dichiarare guerra agli invasori. Aaron intanto si isola temendo di ferire qualcuno per mezzo del suo legame con la nanotecnologia. In Georgia Tom viene reclutato nella scorta del Segretario Justine Allenford.
- Altri interpreti: Jim Beaver (John Franklin Fry)
- Ascolti Stati Uniti: telespettatori 5.040.000[7]

## Condannato a morte
- Titolo originale: Dead Man Walking
- Diretto da: Steve Boyum
- Scritto da: Trey Callaway (soggetto); Trey Callaway e Paul Grellong (sceneggiatura)

### Trama
Il piano per convincere i texani che il loro rappresentante è stato ucciso dai patrioti fallisce e Monroe viene arrestato dalle due fazioni ormai alleate. Justine conduce Tom al campo dove vengono addestrati i giovani cadetti una volta drogati e riprogrammati. Qui Jason e i suoi nuovi compagni attaccano i due.
- Ascolti Stati Uniti: telespettatori 4.870.000[8]

## Un traditore in famiglia
- Titolo originale: The Patriot Act
- Diretto da: Omar Madha
- Scritto da: Anne Cofell Saunders e Matt Pitts

### Trama
Dopo la finta iniezione letale, Rachel libera Monroe dalla tomba e lo lascia fuori città. Le indagini del dottor Horn sugli strani fenomeni occorsi a Willoughby inducono il gruppo a far scappare Aaron e Cynthia da Sebastian. Gene si trova nella difficile situazione di dover decidere con chi stare. Ad est, Jason dimostra a suo padre la sua lealtà.
- Ascolti Stati Uniti: telespettatori 5.210.000[9]

## L'esperimento
- Titolo originale: Come Blow Your Horn
- Diretto da: Charles Beeson
- Scritto da: Rockne S. O'Bannon

### Trama
Catturati Aaron e Cynthia, Horn conduce esperimenti sul prigioniero per scoprire la natura delle sue capacità. In Carolina del Nord, Tom offre Justine a suo marito, il Comandante Roger Allenford.
- Ascolti Stati Uniti: telespettatori 5.170.000[10]

## Tutti dicono ti amo
- Titolo originale: Everyone Says I Love You
- Diretto da: Steve Boyum
- Scritto da: Trey Callaway e Paul Grellong

### Trama
Divenuto guardaspalle del Comandante Allenford, Tom accompagna il politico su un treno diretto alla Casa Bianca. Qui lui e Jason incontrano casualmente Julia, ora sposata con il patriota Victor Doyle. Quando Miles, Rachel e Charlie assaltano la struttura in cui sono tenuti prigionieri Aaron e Cynthia trovano tutti i soldati privi di sensi, ma nessuna traccia dei loro amici. Seguendo un cunicolo sotterraneo, sbucano fuori città. Inizia così una caccia in parallelo tra i tre e gli uomini di Horn per ritrovare i due fuggitivi. Aaron e Cynthia intanto si sono rifugiati in un edificio abbandonato, senza ricordi di come siano arrivati lì o di come la donna sia guarita. Un bambino misterioso appare ad Aaron.
- Ascolti Stati Uniti: telespettatori 5.370.000[11]

## Tre amici
- Titolo originale: Three Amigos
- Diretto da: Charles Beeson
- Scritto da: David Rambo e Anne Cofell Saunders

### Trama
Morto Horn e ritrovato Aaron, Sebastian pretende che Miles rispetti la parola data e lo conduca dal figlio che non ha mai conosciuto. Rachel li accompagna per fare da cuscinetto tra i due e chiede ad Aaron, Charlie e Gene di attendere il loro ritorno. Seppellita Cynthia, all'ex informatico tornano in mente le parole dell'apparizione nanotech, che lo invitava a visitare Spring City in Oklahoma. Alla Casa Bianca Tom e Julia portano avanti la loro scalata alle gerarchie politiche dei patrioti.
- Altri interpreti: Jack Scalia (Bill Harlow)
- Ascolti Stati Uniti: telespettatori 5.930.000[12]

## I miei due padri
- Titolo originale: Mis Dos Padres
- Diretto da: Michael Offer
- Scritto da: Rockne S. O'Bannon e Ben Edlund

### Trama
A Washington Jason scopre che è in corso di sviluppo un piano che prevede la realizzazione in tutto il Paese di strutture di riprogrammazione come quella in cui è stato lui. In Messico Miles e Rachel cercano di liberare Sebastian, mentre fuori Willoughby Charlie e Gene scoprono l'esistenza di un nuovo accampamento di patrioti. Quando avvista al suo interno un amico, il dottor Porter fa di tutto per raggiungerlo. In Oklahoma oltre a Grace, Aaron trova anche Priscilla, la moglie che aveva abbandonato nel periodo successivo al blackout. Anche lei ha avuto delle visioni che l'hanno spinta a raggiungere Spring City. Grace aiuta i due a capire la loro relazione con i naniti.
- Altri interpreti: Joaquim de Almeida (Luis Nunez)
- Ascolti Stati Uniti: telespettatori 4.780.000[13]

## Virus
- Titolo originale: Captain Trips
- Diretto da: Steve Boyum
- Scritto da: Paul Grellong e Jim Barnes

### Trama
Tornati nei pressi di Willoughby, Rachel, Miles, Sebastian e Connor non trovano traccia dei loro amici. Ben presto li notano all'interno dell'accampamento di quarantena e la donna non può fare a meno di raggiungere padre e figlia. A Washington Tom e Julia cercano di scoprire in quale carcere sia stato portato il figlio, mentre a Spring City Aaron ha una visione di Cynthia che lo invita a muoversi verso Lubbock, in Texas.
- Ascolti Stati Uniti: telespettatori 5.280.000[14]

## Lieto fine
- Titolo originale: Happy Endings
- Diretto da: Ernest Dickerson
- Scritto da: David Rambo e Trey Callaway

### Trama
Catturati dai patrioti, Tom e Julia vengono divisi. Il presidente Jack Davis impone a Neville di uccidere Monroe in cambio della vita della moglie. L'uomo ottiene di poter avere con sé suo figlio durante lo svolgimento della missione. Sebastian e Connor partono per New Vegas alla ricerca di mercenari per rafforzare la loro lotta contro i patrioti. Charlie si unisce a loro per sorvegliarli, mentre Miles e Rachel restano a prendersi cura di Gene. Aaron e Priscilla ritrovano a Lubbock il loro vecchio amico Peter, che ha sfruttato le sue capacità di controllo dei naniti per diventare un predicatore religioso di una comunità a lui molto fedele.
- Ascolti Stati Uniti: telespettatori 5.040.000[15]

## Paura e odio
- Titolo originale: Fear and Loathing
- Diretto da: Liz Friedlander
- Scritto da: Anne Cofell Saunders e Matt Pitts

### Trama
Tom cerca di ingraziarsi Miles e Rachel, ma i due non si fidano. A Lubbock Aaron, Priscilla e Peter hanno delle visioni nelle quali i naniti chiedono loro di curarli risolvendo un errore nel codice sorgente. A New Vegas, dopo che il loro tentativo di rubare i diamanti è stato bloccato, Sebastian e Connor vengono obbligati a combattere l'uno contro l'altro in una lotta all'ultimo sangue. Per liberarli Charlie chiede l'aiuto di Duncan e dei suoi mercenari, ma la donna ha altri progetti.
- Ascolti Stati Uniti: telespettatori 4.630.000[16]

## L'incubo infinito
- Titolo originale: Dreamcatcher
- Diretto da: Roxann Dawson
- Scritto da: Ben Edlund e Paul Grellong

### Trama
A seguito del suo tentativo di introdurre un virus nel codice sorgente, Aaron viene trasportato in un universo fittizio, creato nella sua mente dai nanorobot allo scopo di convincerlo, con le buone, con le cattive o con l'inganno, a correggere la perdita di memoria che li sta condannando a morte certa.
- Ascolti Stati Uniti: telespettatori 4.760.000[17]

## Il momento delle spiegazioni
- Titolo originale: Exposition Boulevard
- Diretto da: Nick Copus
- Scritto da: David Rambo e Trey Callaway

### Trama
Sfuggiti a Tom e ai patrioti, Miles e Rachel ritrovano Sebastian, Charlie e i suoi mercenari. Durante l'osservazione di un campo di addestramento, Matheson e Monroe catturano due giovani reclute che avevano provato a pedinarli. Scoprono così che l'arruolamento si svolge tra i ragazzi di Willoughby e la notizia crea forti discussioni etiche all'interno del gruppo, che si rende conto di dover combattere contro figli di amici e conoscenti.
- Ascolti Stati Uniti: telespettatori 4.630.000[18]

## Perché combattiamo
- Titolo originale: Why We Fight
- Diretto da: Frederick E. O. Toye
- Scritto da: Rockne S. O'Bannon

### Trama
Tom fornisce a Truman una dose di veleno, suggerendogli di usarla per uccidere Doyle. Uscito dal suo ufficio, viene condotto con la forza davanti al marito di Julia, dove trova anche Jason. Miles accompagna Gene a Willoughby per incontrare la barista Marion, al fine di cercare supporto all'interno della cittadina. I due non sanno però che la donna, in passato compagna del dottore, ha ora una relazione con Truman, che le fa visita poco dopo il loro arrivo. Disarmati, Matheson e Porter si nascondono nella cantina, confidando nel fatto che la barista non li tradisca. Intanto un gruppo di mercenari di Duncan giungono all'accampamento, annunciando la morte del loro capo per mano dei patrioti e dichiarandosi pronti a mettersi al servizio di Monroe per vendicarsi. Con il suo piccolo esercito a disposizione e senza Miles a frenarlo, Sebastian attacca il campo di addestramento. Charlie lo segue, ignorando le parole di sua madre che la prega di fermarsi.
- Ascolti Stati Uniti: telespettatori 4.260.000[19]

## I confini di Austin City
- Titolo originale: Austin City Limits
- Diretto da: Helen Shaver
- Scritto da: Paul Grellong e Jim Barnes

### Trama
Ispezionando il campo di addestramento dopo l'attacco, Truman intuisce che Doyle è stato ucciso da Tom, ma decide di non comunicare questa informazione, ingolosito dall'opportunità di tornare ad essere il capo indiscusso della cittadina. Saputo ciò che gli hanno fatto i patrioti durante la riprogrammazione e non credendo più che la madre sia ancora in vita, Jason abbandona suo padre, raggiunge il gruppo di Miles e si offre di aiutarli. Nel frattempo i ribelli hanno tradotto i documenti recuperati nel campo di addestramento, scoprendo che ad Austin è in corso una missione segreta. Mentre Rachel resta all'accampamento a curare suo padre e i mercenari danno la caccia ai patrioti, gli altri raggiungono la capitale del Texas. Sulla strada per Willoughby, qualcosa di strano sta accadendo a Priscilla.
- Ascolti Stati Uniti: telespettatori 4.400.000[20]

## Una pessima giornata
- Titolo originale: $#!& Happens
- Diretto da: John F. Showalter
- Scritto da: Anne Cofell Saunders e David Reed

### Trama
Dopo aver sventato l'attentato ai danni del Presidente del Texas Carver, il gruppo torna verso Willoughby. Miles si allontana per distrarre un gruppo di Ranger che li sta seguendo e per provare a convincerli delle loro buone intenzioni. La mossa non va a buon fine e l'uomo esce ferito dall'inevitabile conflitto. Mentre cerca di raggiungere gli altri, precipita nella cantina di una casa semidistrutta e il crollo di una porzione di muro gli impedisce di risalire. Arrivati all'accampamento, Charlie e Sebastian capiscono che qualcosa è successo a Miles e, assieme a Rachel, ripartono alla sua ricerca. Dopo che i tre si sono separati, Charlie viene catturata da Tom. Neville sta rabbiosamente cercando Jason, ignaro del fatto che la sua prigioniera lo abbia ucciso. Intanto all'accampamento Aaron è impegnato a soddisfare le richieste dei naniti che controllano Priscilla.
- Ascolti Stati Uniti: telespettatori 4.320.000[21]

## Il mondo di domani
- Titolo originale: Tomorrowland
- Diretto da: David Boyd
- Scritto da: Trey Callaway e Ryan Parrott

### Trama
Dopo essersi liberato dallo scantinato in cui era finito, Miles viene trovato da Charlie e riportato all'accampamento, dove viene curato da Gene. Un commando di patrioti attacca il gruppo facendo uso di iprite e uccidendo venti mercenari. Terminato l'assalto, Marion viene portata sul posto e convinta a spiare Truman. Sebastian decide di reagire e propone Miles a procurarsi il gas per attaccare Willoughby. Tom intanto non è più considerato una risorsa dai patrioti, che decidono di eliminarlo.
- Ascolti Stati Uniti: telespettatori 3.780.000[22]

## Il giorno della memoria
- Titolo originale: Memorial Day
- Diretto da: John F. Showalter
- Scritto da: David Rambo e Ben Edlund

### Trama
Frugando nell'ufficio di Truman, Marion scopre che i patrioti stanno per usare l'iprite con l'intento di compiere un attentato. Un grosso vagone cisterna marchiato con la caratteristica croce gialla è pronto a partire dalla locale stazione ferroviaria e il gruppo si organizza per assaltarlo. Dopo che Miles ha neutralizzato con l'inganno le loro scorte di iprite, anche Sebastian e Connor - ora affiancati da Tom - mirano ad impossessarsi del vagone per dirottarlo verso Washington. Cercando Aaron e Priscilla, Rachel arriva alla casa dove i naniti stanno svolgendo i loro esperimenti.
- Ascolti Stati Uniti: telespettatori 3.910.000[23]

## Dichiarazione d'indipendenza
- Titolo originale: Declaration of Independence
- Diretto da: Charles Beeson
- Scritto da: Rockne S. O'Bannon e Paul Grellong

### Trama
Mentre Aaron e Rachel riescono a liberare Priscilla dall'influsso dei naniti, a Willoughby i patrioti rilasciano il gas nel corso del comizio politico di Davis e Carver. Miles e i suoi compagni riescono ad intervenire in tempo, ma durante la fuga Truman uccide Carver e ferisce se stesso ed il Presidente. I ribelli vengono pubblicamente incolpati dell'accaduto assieme al Commonwealth della California, a cui viene dichiarata guerra. Al gruppo non resta altro da fare che sequestrare Davis per costringerlo a confessare.
- Ascolti Stati Uniti: telespettatori 4.130.000[24]